# Monty Denneau

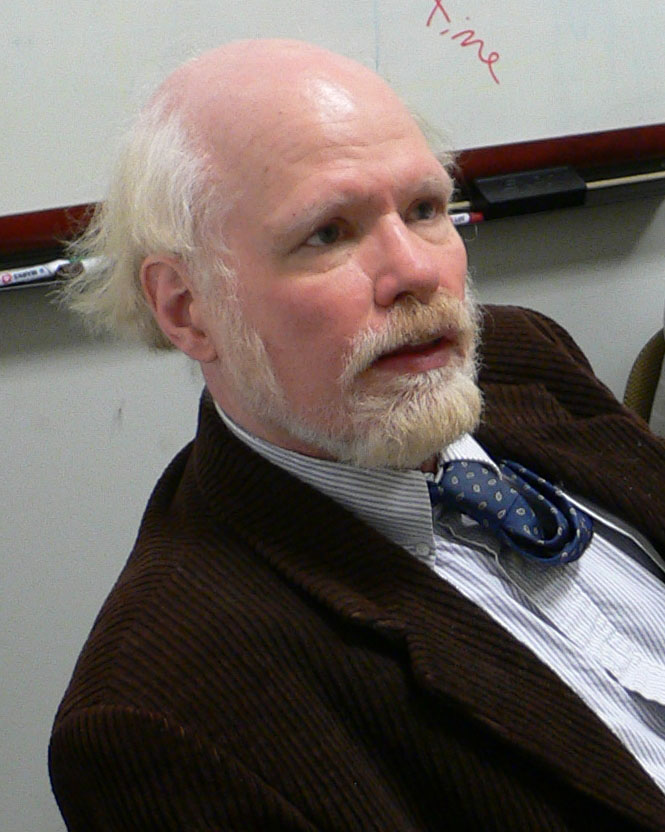
Monty Denneau (2006)

Monty Montague Denneau (* 1948) ist ein US-amerikanischer Computerarchitekt. Er arbeitet bei IBM an Supercomputern.

## Leben
Denneau wurde 1978 an der University of Illinois at Urbana-Champaign in Mathematik (über Entscheidbarkeit in Hilbert-Räumen) promoviert. Er entwickelte Anfang der 1980er-Jahre bei IBM am Thomas J. Watson Research Center, wo er seit 1978 tätig ist, einen speziellen Parallelrechner zur Simulation digitaler Computer-Schaltkreise, die Yorktown Simulation Engine. Denneau ist nach wie vor (2013) am Watson Research Center tätig. Er ist der Hauptarchitekt des Cyclops64-Projekts (früher BlueGene/C), eines Parallelcomputers mit einer Leistung im Petaflop-Bereich.
Cyclops soll etwa 1000-mal schneller als Deep Blue werden und soll aus hunderten von Prozessoren bestehen, deren 64-Bit-RISC-Instruktionssatz völlig neu geschrieben wurde. Er ist wassergekühlt. Eine Innovation ist, dass viele Recheneinheiten auf einem Chip integriert werden, wobei das Betriebssystem defekte Einheiten automatisch abschaltet. Da deswegen im Fall von Defekten nicht immer der ganze Chip aussortiert werden muss, wurde der Ausschuss erheblich reduziert. Der Cyclops64-Chip enthält 80 Prozessoren, die mit 500 MHz getaktet sind, und soll jeweils 80 Gigaflop erreichen. 13824 solcher Cyclops64-Chips sind in dem geplanten Parallelcomputer zusammengeschaltet.
2002 erhielt Denneau den Seymour Cray Award für fortwährende erfinderische Beiträge zu Entwürfen und Implementierungen an der vordersten Front des Hochleistungsrechnens, die zu breit eingesetzten industriellen Produkten führten. Im Jahr 2013 wurde er IBM Fellow.